# Diaphorina virgata
Diaphorina virgata är en insektsart som beskrevs av Capener 1970. Diaphorina virgata ingår i släktet Diaphorina och familjen rundbladloppor. Inga underarter finns listade i Catalogue of Life.